# 栗疫病菌
栗疫病菌（學名：Cryphonectria parasitica）又稱栗枝枯病菌、板栗疫病菌，是子囊菌門糞殼菌綱的一種真菌，為感染栗樹等多種樹木的植物病原真菌。本種真菌原產於東亞與東南亞，20世紀初作為外來種被引入歐洲與北美洲，在北美洲東部造成數十億棵栗樹（美洲栗與美洲矮生栗等）凋萎，導致嚴重經濟損失與社會影響；歐洲的菌種則因普遍感染真菌病毒CHV-1而毒力較低，較不易造成當地栗樹（歐洲栗）的死亡，造成破壞程度較少。除栗樹外，栗疫病菌還可感染橡樹、红花槭、鹿角漆樹與山胡桃樹等溫帶樹種。

## 傳播歷史

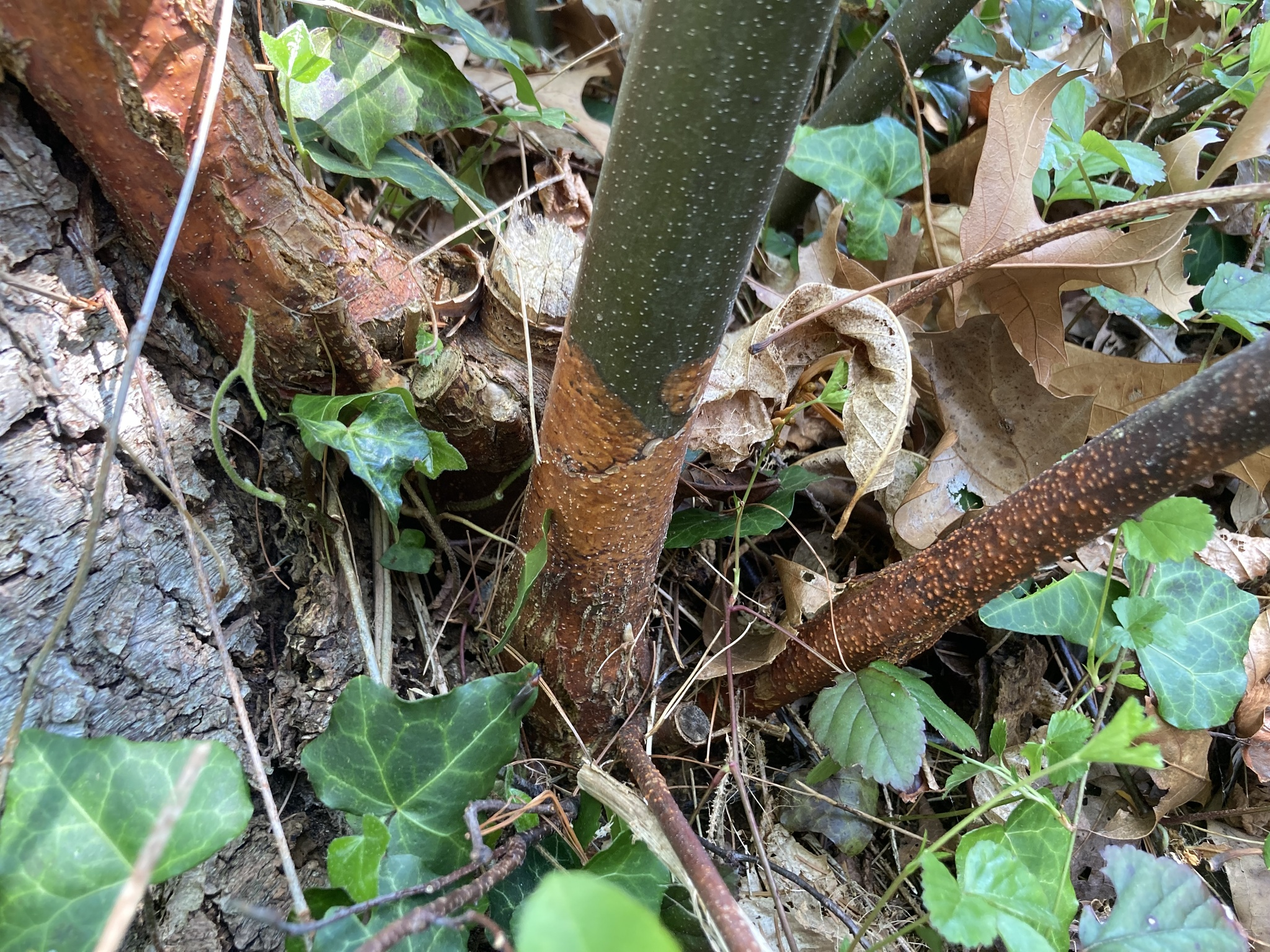
被栗疫病菌感染的栗樹

栗疫病菌原產於東亞與東南亞，感染板栗與日本栗，這兩種栗樹在與栗疫病菌多年的共演化之下，已對其具有一定抗性。1904年，栗疫病菌隨著日本栗木材的進口而傳入北美洲，迅速在美國東海岸多處造成感染，一位名叫Herman W. Merkel的林務員首先發現紐約布朗克斯動物園的栗樹遭到感染。1905年，美國真菌學家威廉·默里尔分離並發表了本種真菌，將其歸入間座殼屬，命名為Diaporthe parasitica。至1940年左右，美國大多數栗樹都被栗疫病菌感染，約40年內美國逾40億棵栗樹遭到毀滅。
1930年代起，麻州等處開始復育栗樹的計畫，美國栗樹基金會等組織大規模栽種剩餘、對栗疫病菌具抗性的少數栗樹，期望將栗樹分布恢復到20世紀初的規模，並將美洲栗和板栗與日本栗雜交以產生對感染抗性更強的雜交種。

## 感染
栗疫病菌可產生有性的子囊孢子與無性的分生孢子，並隨風或藉雨水傳播，主要感染組織為樹皮內側與形成層，可將樹枝與樹幹的樹皮組織殺死，破壞植物的水分與無機鹽運輸而導致其凋萎。但栗疫病菌一般不感染根部，因此許多栗樹上部被感染後根部仍在，但因地上部被反覆感染而無法繼續生長。栗疫病菌在樹皮中形成的菌絲體可越冬，開春時會形成粉孢子器與子囊殼兩種產孢結構，遇雨時前者會釋出分生孢子，後者會釋出子囊孢子。此外孢子也可以風或昆蟲、鳥類等動物散播。